# باريس تورز 1970
باريس تورز 1970 هو سباق دراجات هوائية، وهو الموسم رقم 64 من باريس تورز، وأقيم في 2 أكتوبر 1970.
فاز بالمركز الأول Jürgen Tschan ‏، وبالمركز الثاني رينيه بينين، وبالمركز الثالث غويدو رييبروك.

## الفائزون
| الترتيب | الفائز         |
| ------- | -------------- |
| الفائز  | Jürgen Tschan ‏ |
| الثاني  | رينيه بينين    |
| الثالث  | غويدو رييبروك  |